# Sam Cordingley
Sam J. Cordingley (Sydney, 20 marzo 1976) è un ex rugbista a 15 australiano, terza linea di Brumbies, Reds e, alla fine della sua carriera, dei Melbourne Rebels.

## Biografia
L'ingresso nel rugby professionistico di Cordingley avvenne nel 1998, quando esordì nel Super 12 di quell'anno con la maglia dei Brumbies, franchise di Canberra; già ai Queensland Reds dalla stagione successiva, nel 2000 Cordingley esordì negli Wallabies a Brisbane contro l'Argentina; presente a tutti i test australiani fino a fine anno, non fu riutilizzato che nel 2006.
In Europa nel 2002, disputò la Celtic League 2002-03 nelle file dello Swansea, militò poi in Francia nel Grenoble a cavallo tra il 2004 e il 2005.
Tornato in Australia ai Reds, ritrovò anche la Nazionale e fu incluso nella rosa dei convocati alla Coppa del Mondo di rugby 2007 in Francia; un anno più tardi, nel 2008, tornò a Grenoble.
Dopo 2 stagioni in Pro D2, nel 2010 Cordingley accettò di tornare in Australia dalla stagione successiva, per militare nella neonata formazione professionistica dei Melbourne Rebels, nel rinnovato Super 15; al termine della stagione è giunto il ritiro dall'attività.